# مقبره اسکیپیوس
مقبره اسکیپیوس (لاتین: sepulcrum Scipionum) مقبره مشترک خانواده پاتریسی‌ها و خاندان کورنلیا در دوران جمهوری روم برای دفن بین اوایل قرن سوم پیش از میلاد و اوایل قرن اول پس از میلاد بود. سپس رها شد و ظرف چند صد سال مکان آن از بین رفت.